# Arthrostylidium fimbrinodum
Arthrostylidium fimbrinodum är en gräsart som beskrevs av Emmet J. Judziewicz och Lynn G. Clark. Arthrostylidium fimbrinodum ingår i släktet Arthrostylidium och familjen gräs. Inga underarter finns listade i Catalogue of Life.